# Campionato svizzero di hockey su ghiaccio femminile 2009-2010
Il Campionato svizzero di hockey su ghiaccio femminile 2009-2010  era articolato in Lega Nazionale A, Lega Nazionale B e Lega Regionale C.

## Lega Nazionale A

### Partecipanti
| Squadra                                    | Città       | Stadio             | Capacità | Riassunto stagione           |
| ------------------------------------------ | ----------- | ------------------ | -------- | ---------------------------- |
| BOMO Thun                                  | Steffisburg | ?                  |          | E.V. Bomo Thun 2009-2010     |
| Damen Langenthal                           | Langenthal  | Schoren            |          | D.H.C. Langenthal 2009-2010  |
| Lugano Ladies                              | Lugano      | Resega             | 7 800    | Ladies Team Lugano 2009-2010 |
| Reinach                                    | Reinach     | Eishalle Reinach   |          | S.C. Reinach 2009-2010       |
| Template:Hockey su ghiaccio Visp femminile | Visp        | Litternahalle Visp |          | E.H.C. Visp Lions 2009-2010  |
| Template:Hockey su ghiaccio Zürcher        | Zurigo      | KEBO Oerlikon      |          | Zürcher S.C. 2009-2010       |

## Lega Nazionale B

### Partecipanti
| Squadra                                 | Città       | Stadio                     | Capacità |
| --------------------------------------- | ----------- | -------------------------- | -------- |
| HC Fribourg-Gottéron Ladies             | Friborgo    | La patinoire Saint-Léonard | 7'144    |
| Laufen Damen                            | Laufen      | Freizeithalle              |          |
| Prilly Black Panthers Féminin           | Prilly      | ?                          |          |
| Rapperswil-Jona Lady Lakers             | Rapperswil  | Diners Club Arena          | 6 000    |
| Université Neuchâtel féminin            | Neuchâtel   | Patinoires du Littoral     |          |
| Template:Hockey su ghiaccio Wallisellen | Wallisellen | Sportzentrum "Spöde"       |          |
| Weinfelden Ladies                       | Weinfelden  | ?                          |          |

## Lega Regionale C

### Gruppo 1

#### Partecipanti
- S.C. Celerina
- H.C. Ceresio Eagles
- H.C. Chiasso Leonesse
- E.H.C. Chur Capricorns
- G.C.K. Lions
- E.H.C. Lustenau
- H.C. Luzern
- H.C. Thurgau Nachwuchs

### Gruppo 2

#### Partecipanti
- E.H.C. Basel/KLH
- E.H.C. Bern 96
- E.H.C. Grächwil
- D.H.C. Lyss
- E.H.C. Napf
- Seetal Wildcats
- Wettingen-Baden

### Gruppo 3

#### Partecipanti
- H.C. 3Chêne
- H.C. Lausanne
- H.C. Sierre-Anniviers
- H.C. La Chaux-de-Fonds femminile
- C.P. Tavannes
- H.C. Red Ice Féminin
- Villars H.C.